# Haselhorst (Adelsgeschlecht)

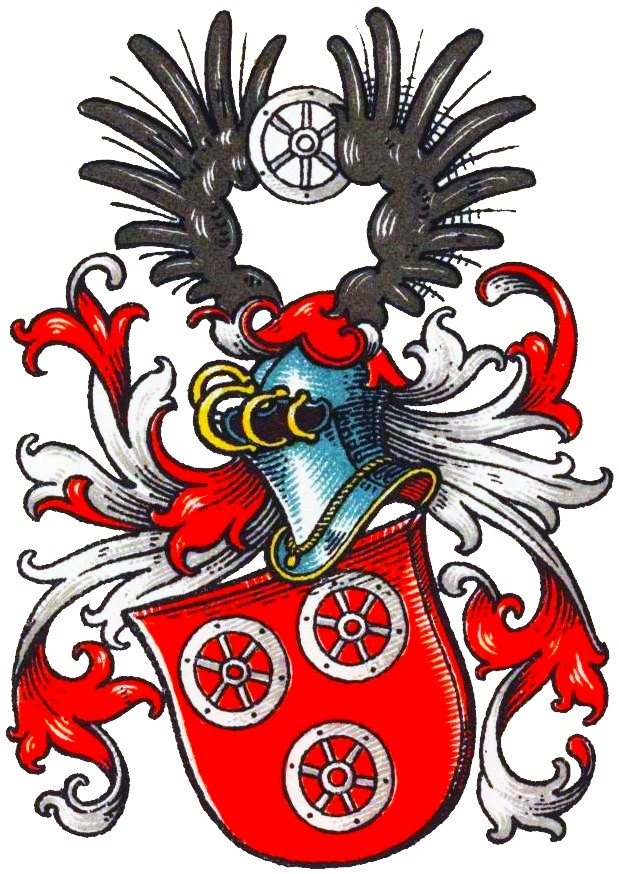
Wappen derer von Haselhorst im Wappenbuch des Westfälischen Adels

Haselhorst ist der Name eines erloschenen niedersächsisch-westfälischen Adelsgeschlechts.

## Geschichte

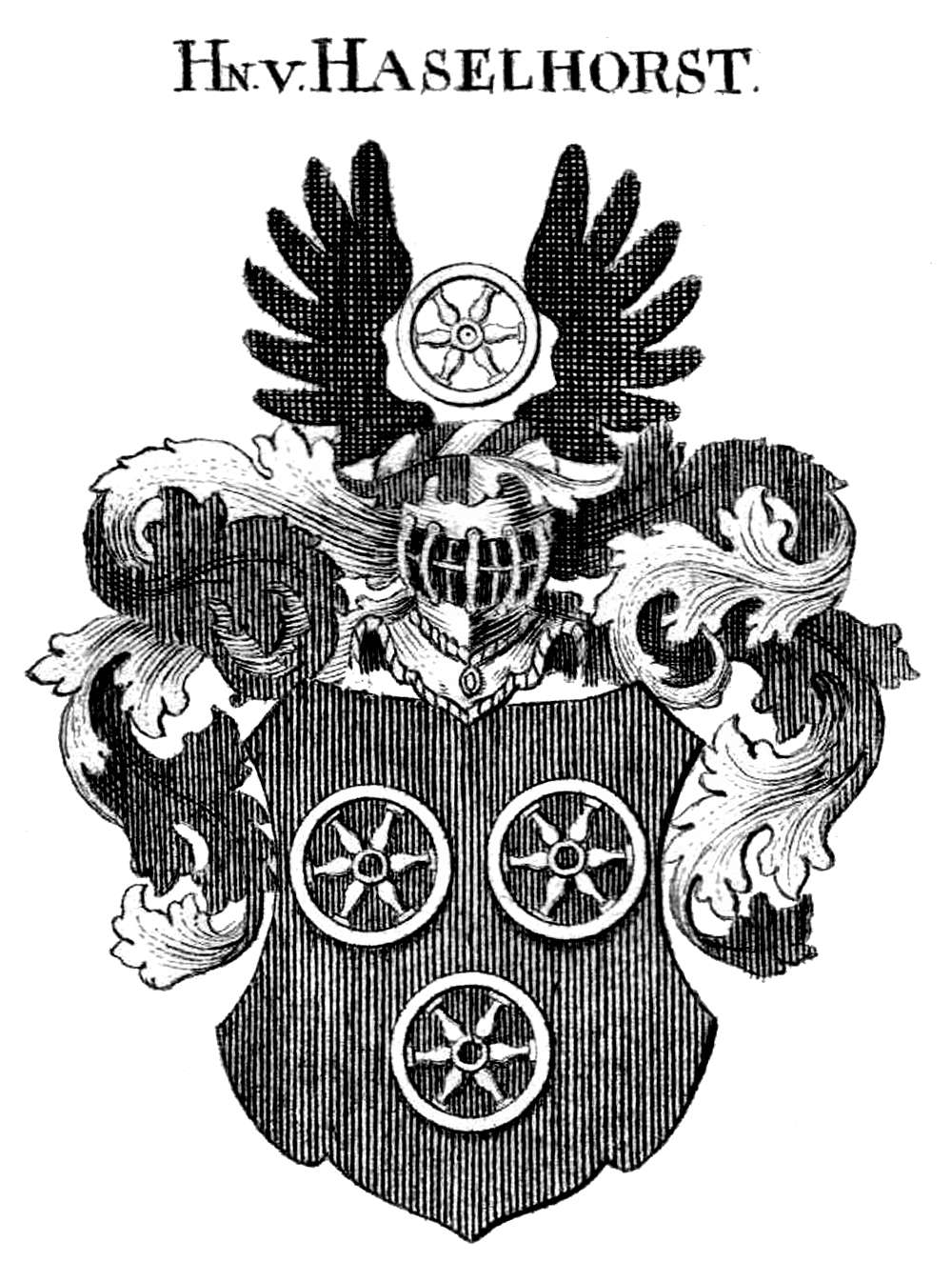
Wappen derer von Haselhorst

Das lüneburgische Geschlecht war auch im Hochstift Minden begütert.
Bertram Haselhorst bezeugte und besiegelte 1416 ein Lehnrevers des Knappen Albert Bucmaste aus Gehrkens gegenüber dem Mindener Bischof Wulbrand von Hallermund. Segebandt Haselhorst war 1510 und Christin von Haselhorst 1703 Lehnsnehmer des Reineken-Hof zu Engensen bei Burgdorf.
Johann von Haselhorst wurde 1529 herzoglich-braunschweigischer Administrator der Propstei Lüne. Johann Heinrich von Haselhorst war 1620–1642 Abt zu St. Michaelis in Lüneburg. 1704 wurde die Ritterbürtigkeit der Familie bestätigt.
Die Familie erlosch im Mannesstamm mit Ludolph Christian von Haselhorst (1681–1718), verheiratet mit Anna Agnesia von Semplingen. Er ertrank am 19. April 1718. Die Letzte mit Namen des Geschlechts war Eleonora Christina von Haselhorst († 1721), Äbtissin des Klosters Isenhagen.

## Wappen
Blasonierung: In Rot drei (2:1) silberne Räder. Auf dem Helm mit rot-silbernen Helmdecken ein offener schwarzer Flug, dazwischen ein silbernes Rad.